# Пеней (речной бог)
Пене́й (др.-греч. Πηνειός; лат. Peneus) — персонаж древнегреческой мифологии, бог реки Пиньос в Фессалии, один из трёх тысяч речных богов, детей титанов Океана и Тефиды, брат трёх тысяч океанид.
Муж нимфы Креусы. Их дети: Гипсей, Андрей, Стилба. По одной из версий, является отцом нимфы Дафны (в других источниках речь идёт о пелопоннесском Пиньосе). Его внучкой или дочерью была Кирена.
Хотел помочь Лето, но Арес пригрозил ему.